# Houghton Mifflin Harcourt
Houghton Mifflin Harcourt (/ˈhoʊtən/; HMH) este o editură americană de manuale, materiale tehnologice de instruire, evaluări și lucrări de referință. Compania are sediul în Boston Financial District. A fost cunoscută anterior ca Houghton Mifflin Company, dar și-a schimbat numele după achiziția din 2007 a Harcourt Publishing. Înainte de martie 2010, ea a fost o subsidiară a Education Media and Publishing Group Limited, o companie de holding deținut de Irlanda înregistrată în Insulele Cayman și cunoscut anterior ca Riverdeep. În 2022, a fost cumpărat de Veritas Capital, o companie de capital privat cu sediul în New York.

## Istoric
Compania a fost cunoscută anterior ca Houghton Mifflin Company, dar și-a schimbat numele după achiziționarea ei în 2007 de Harcourt Publishing. Înainte de martie 2010, ea era o subsidiară a Education Media and Publishing Group Limited, o companie în proprietate irlandeză ce era înregistrată în Insulele Cayman și era cunoscută anterior ca Riverdeep.
În 1832, William Ticknor și James Thomas Fields au început o mică afacere editorială și, treptat, au adunat o impresionantă listă de scriitori, inclusiv Ralph Waldo Emerson, Nathaniel Hawthorne și Henry David Thoreau. Cei doi au format o relație strânsă cu Riverside Press, o tipografie din Boston deținută de Henry Oscar Houghton. După o scurtă perioadă, Houghton a fondat, de asemenea, o editură, împreună cu partenerul George Mifflin. În 1880, Ticknor și Fields și Houghton și Mifflin au realizat fuziunea operațiunile lor, combinând expertiza literară a editorilor și creând un nou parteneriat numit Houghton, Mifflin and Company. Compania încă mai avea datorii de când a fuzionat cu Houghton, Osgood and Company, așa că a decis să coopteze noi parteneri. În 1884, James D. Hurd, fiul lui Melanchthon Hurd, a devenit partener. Alte trei persoane au devenit parteneri în 1888: James Murray Kay, Thurlow Weed Barnes și Henry Oscar Houghton, Jr.
La scurt timp după aceea compania a înființat un Departament Educațional și din 1891 până în 1908 vânzările de materiale educaționale au crescut cu 500%. Curând după 1916, Houghton Mifflin s-a implicat în publicarea de teste standardizate și materiale de testare, lucrând îndeaproape cu dezvoltatori ca E.F. Lindquist. Compania a fost a patra cea mai mare editură educațională din Statele Unite ale Americii în 1921.
În 1961 Houghton Mifflin a refuzat publicarea cărții Mastering the Art of French Cooking a Juliei Child, oferind-o lui Alfred A. Knopf, care a publicat-o mai târziu în 1962. Aceasta a devenit un bestseller și este considerat de mulți cititori a fi biblia artei culinare franceze. Eroarea strategică a companiei Houghton Mifflin a fost descrisă în 2009 în filmul Julie & Julia.
În 1967, Houghton Mifflin a devenit o companie cotată pe Bursa din New York sub simbolul HTN.

### Crearea Houghton Mifflin Harcourt
Activitățile de fuziuni și achiziții (M&A) au avut efecte majore asupra companiei.

#### Achiziționarea de către Vivendi
În 2001, Houghton Mifflin a fost achiziționată de către gigantul mass-media francez Vivendi Universal pentru 2,2 miliarde de dolari, inclusiv datorii asumate. În anul 2002, ca urmare a problemelor financiare și presiunilor juridice, Vivendi a vândut Houghton către fondurile de investiție cu capital privat Thomas H. Lee Partners, Bain Capital și Blackstone Group pentru suma de 1,66 miliarde de dolari, inclusiv datorii asumate (aproximativ 25% mai puțin decât a plătit Vivendi cu un an mai devreme).

#### Fuziunea cu Harcourt
Pe 16 iulie 2007, Houghton Mifflin Riverdeep a anunțat că a semnat un acord definitiv pentru achiziționarea diviziilor Harcourt Education, Harcourt Trade și Greenwood-Heinemann ale companiei Reed Elsevier pentru 4 miliarde de dolari. Societatea formată a devenit Houghton Mifflin Harcourt. McDougal Hudler a fost fuzionat cu diviziile Harcourt deținute de Holt, Rinehart & Winston, pentru a forma Holt McDougal
În 2012, HMH a dobândit portofoliul editorial culinar al John Wiley & Sons, inclusiv CliffNotes și Webster's New World Dictionary.
Compania a devenit publică în luna noiembrie 2013.

## Critici
Compania a fost inclusă în topul celor mai proaste 10 locuri de muncă din America, potrivit unui studiu realizat de Glassdoor în 2009.